# Heinz Kensche
Heinz Kensche (* 21. Januar 1909 in Waldenburg, Schlesien; † 17. September 1970 in Uhingen-Holzhausen) war ein deutscher Ingenieur und Flugzeugbauer. Er begann mit dem Segelfliegen am Zobten (Riesengebirge). In Grunau (Riesengebirge) flog er zusammen mit Wolf Hirth, Hanna Reitsch und Joachim Küttner.

## Leben
Als gelernter Schlosser, Maschinenbau-Ingenieur und Flugzeugbauingenieur war Kensche zunächst beim Reichsluftfahrtministerium (RLM) angestellt. Dort war er als Testpilot mitverantwortlich für die Zulassung sämtlicher in Serie gebauter Segelflugzeuge. 1934 konstruierte Kensche den Helios, das erste Segelflugzeug mit freitragendem Knickflügel. Konstruktion und Bau des Helios erfolgten innerhalb von nur 6½ Wochen. In seiner Stellung beim RLM war Kensche zudem an der Erprobung der Fi 103 Re (V1) beteiligt. Nach Ende des Zweiten Weltkrieges wechselte er in die Konstruktionsabteilung der Firma Schmetz in Herzogenrath und entwickelte patentierte Nähmaschinennadeln. Er blieb dem Segelfliegen treu. So war er 1950 bis 1960 als ehrenamtlicher Leiter des Technischen Ausschusses des Deutschen Aeroclubs tätig und stellte einen Geschwindigkeitsrekord auf einem 100-Kilometer-Dreieck auf.
Ab 1952 entwickelte Kensche zusammen mit Ernst Günter Haase die Segelflugzeuge HKS 1 und HKS 3. Bahnbrechend war bei diesen Flugzeugen ein schlitzloser Flügel mit verwölbbarem Profil und Querrudersteuerung durch Verwölbung. Die Flugzeuge hatten keine Bremsklappen, sondern erstmals einen Bremsschirm. Mit der einsitzigen HKS 3 wurde Haase 1958 Segelflugweltmeister. Die HKS 3 ist in der Flugwerft Schleißheim ausgestellt, die HKS 1 steht restauriert im Deutschen Segelflugmuseum auf der Wasserkuppe. 1952 nahm Kensche mit einem Condor IV an der Segelflugweltmeisterschaft in Madrid teil. Nachdem Kensche 1958 als Versuchsleiter zur Firma Allgaier in Uhingen wechselte, um dort stufenlose Getriebe zu entwickeln, war er maßgeblich am Bau der Hütter H 30 TS beteiligt. Die H 30 TS wurde von Wolfgang Hütter konstruiert. Sie war eines der ersten Flugzeuge in Faserverbundbauweise. Sie war ein Motorsegler mit einem BMW-Radial-Strahltriebwerk.
Kensche war Mitglied der OSTIV.

## Auszeichnungen
- Silbernes Segelflugabzeichen Nr. 16

## Publikationen (Auswahl)
- Der Flug. In: Wolf Hirth/Georg Brütting (Hrsg.): Handbuch des Segelfliegens. Franck’sche Verlagsbuchhandlung, Stuttgart 1938, 1.–8. Auflage, Artikel Der Flug und seine Mechanik
- Zeitschrift Flugsport, 26. Jahrgang, Nr. 17, 1934
- Die Entwicklung des Segelflugzeugs HKS 1. Zeitschrift für Flugwissenschaft, 2. Jahrgang, Heft 1, Januar 1954
- Anforderungen an den Draht für Nähmaschinennadeln. Verlag Stahleisen, Düsseldorf 1949